# لائو ژیااوجان
لائو ژیااوجان (به چینی: 罗小娟،  زادهٔ ۱۹ مارس ۱۹۹۳) یک کشتی‌گیر آزادکار اهل کشور چین است.
از افتخارات وی می‌توان به کسب مدال برنز قهرمانی کشتی جهان ۲۰۲۲ اشاره کرد.